# Miss Mundo 2012
Miss Mundo 2012 fue la 62.ª edición del concurso Miss Mundo que se realizó en el Dongsheng Fitness Center Stadium, Ciudad de Ordos, Mongolia Interior (República Popular de China), el día 18 de agosto de 2012, donde Ivian Sarcos Miss Mundo 2011 de Venezuela, coronó a su sucesora Yu Wenxia de China al final de la velada.

## Resultados
| Resultado Final | Candidata |
| --------------- | --- |
| Miss Mundo 2012 | - China - Yu Wenxia |
| 1.ª finalista   | - Gales - Sophie Moulds |
| 2.ª finalista   | - Australia - Jessica Kahawaty |
| Top 7           | - Brasil - Mariana Notarangelo - India - Vanya Mishra - Jamaica - Deanna Robins - Sudán del Sur - Atong Demach |
| Top 15          | - México - Mariana Berumen - España - Aránzazu Estévez - Estados Unidos - Claudine Book - Inglaterra - Charlotte Holmes - Indonesia - Ines Putri Tjiptadi Chandra - Filipinas - Queenierich Rehman - Kenia - Shamim Nabil - Países Bajos - Nathalie den Dekker |
| Top 30          | - Colombia - Barbara Turbay - Dinamarca - Iris Thomsen - Guadalupe - Brigitte Golabkan - Guam - Jeneva Bosko - Guatemala - Monique Georgette Aparicio - Irlanda del Norte - Tiffany Brien - Israel – Shani Hazan - Kazajistán - Evgenia Klishina - Nepal - Shristi Shrestha - Panamá - Maricely González - Paraguay - Fiorella Migliore - Portugal - Melanie Vicente - Puerto Rico - Janelee Chaparro - República Dominicana - Sally Aponte - Suecia - Sanna Jinnedal |

## Reinas continentales
| Resultado Final | Candidata                      |
| --------------- | ------------------------------ |
| África          | - Sudán del Sur - Atong Demach |
| Asia y Oceanía  | - China - Yu Wenxia            |
| Europa          | - Gales - Sophie Moulds        |
| América         | - Brasil - Mariana Notarangelo |
| Caribe          | - Jamaica - Deanna Robins      |

### Sobre el concurso y los países clasificados
- China gana por segunda vez el título de Miss Mundo, la primera fue en 2007. Curiosamente las dos veces que China ha ganado el título de Miss Mundo, ha sido sede del certamen.
- Este año al igual que la edición anterior, El show implementó un sistema de puntuaciones a través de una tabla, donde se indicaban las posiciones que iban ocupando las concursantes luego de los "Fast Track".
- Las ganadoras de los "Fast Track" no avanzaron de manera directa a semifinales, sino que solo acumularon sus puntuaciones en la tabla anteriormente mencionada.
- Sudán del Sur debutando en la competencia clasifica también por primera vez.
- Los países que clasificaron el año pasado y de nuevo este año son: Filipinas, India, Inglaterra, Australia, Indonesia, España, Brasil, Escocia, Paraguay, Puerto Rico y Guatemala.

## Deportes
| Posiciones | Delegada |
| ---------- | --- |
| Grupo 1    | - Colombia - Bárbara Turbay - Barbados - Marielle Wilkie Eoen - Macao - Winnie Sin - Irlanda del Norte - Tiffani Brien - Escocia - Nicole Treacy - Austria - Amina Dagi                        |
| Grupo 2    | - República Dominicana - Saly Aponte Tejada - Suecia - Sanna Jinnedal (Ganadora) - Jamaica - Deanna Robins - Eslovenia - Nives Oresnik - Alemania - Martina Ivezaj - Hungría - Tamara Cserhati |
| Grupo 3    | - Kazajistán - Evgeniya Klishina - México - Mariana Berumen Reynoso - Singapur - Karisa Sukamto - Paraguay - Fiorella Migliore Llanes - Portugal - Melanie Vicente - Guyana - Arti Cameron     |
| Grupo 5    | - Turquía - Acalya Samyeli Danoglu - Guam - Jeneva Bosko - Uganda - Phiona Bizzu - Países Bajos - Nathalie den Dekkaer - Inglaterra - Charllote Holmes - Australia - Jessica Kahawaty          |

## Top Model
Las delegadas seleccionadas para el evento Top Model fashion show son las siguientes:
| Posiciones | Delegada |
| ---------- | --- |
| Ganadora   | - Sudán del Sur - Atong Demach |
| Top 10     | - Australia - Jessica Kahawaty - Belice - Chantae Chanice individuo - Brasil - Mariana Notarangelo - Chile - Camila Recabarren - China - Yu Wenxia - España - Aránzazu Estévez - Jamaica - Deanna Robins - México - Mariana Berumen - Polonia - Weronika Szmajdzińska |
| Top 47     | - Angola - Edmilza Nicósia Mota Dos Santos - Argentina - Josefina Herrero - Austria - Amina Dagi - Bahamas - Daronique Young - Bermudas - Rochelle Minors - Bosnia y Herzegovina - Fikreta Husić - Bulgaria - Gabriela Vasileva - Colombia - Bárbara Turbay - Costa de Marfil - Hélène-Valerie Djouka - Dinamarca - Iris Thomsen - Eslovaquia - Kristina Krajčírová - Filipinas - Queenierich Rehman - Inglaterra - Charlotte Holmes - Gabón - Marie-Noëlle Ada - Gales - Sophie Moldes - Guadalupe - Brigitte Golabkan - Guatemala - Monique Aparicio - Hong Kong - Kelly Cheung - India - Vania Mishra - Irlanda - Rebecca Maguire - Israel - Shani Hazan - Japón - Nozomi Igarashi - Kazajistán - Evgeniya Klishina - Kenia - Shamim Nabil - Lituania - Rasa Vereniūtė - Mongolia - Bayarmaa Huselbaatar - Nigeria - Damiete Charles-Granville - Nepal - Shristi Shrestha - Puerto Rico - Janelee Chaparro - Sri Lanka - Sumudu Prasadini - Suecia - Sanna Jinnedal - Surinam - Stefanie Grace Gentle - Tailandia - Vanessa Herrmann - Trinidad y Tobago - Atalía Samuel - Turquía - Açalya Samyeli Danoğlu - Ucrania - Karina Zhyronkina - Venezuela - Gabriella Ferrari |

## Beach Beauty
| Posiciones | Delegada |
| ---------- | --- |
| Ganadora   | Gales - Sophia Moulds |
| Top 10     | - Australia - Jessica Kahawaty - Brasil - Mariana Notarangelo - China - Yu Wenxia - Colombia - Bárbara Turbay - República Checa - Linda Bartošová - Guadalupe - Brigitte Golabkan - Nepal - Shristi Shrestha - Nigeria - Damiete Charles-Granville - Irlanda del Norte - Tiffany Brien |
| Top 40     | - Argentina - Josefina Herrero - Australia - Jessica Kahawaty - Brasil - Mariana Notarangelo - China - Yu Wenxia - Colombia - Bárbara Turbay - Chipre - Georgia Georgiou - República Checa - Linda Bartošová - Guinea Ecuatorial - Jennifer Rivero Ilende - Italia - Jessica Bellinghieri - Fiyi - Koini Vakaloloma - Gales - Sophie Moldes - Guadalupe - Brigitte Golabkan - Guatemala - Monique Aparicio - Hong Kong - Kelly Cheung - India - Vania Mishra - Indonesia - Inés Putri Tjiptadi Chandra - Israel - Shani Hazan - Italia - Jessica Bellinghieri - Jamaica - Deanna Robins - Japón - Nozomi Igarashi - Kazajistán - Evgenia Klishina - Kenia - Shamim Nabil - Letonia - Anastasija Skibunova - Martinica - Andy Govindin - México - Mariana Berumen - Mongolia - Bayarmaa Huselbaatar - Nepal - Shristi Shrestha - Países Bajos - Nathalie den Dekker - Nigeria - Damiete Charles-Granville - Irlanda del Norte - Tiffany Brien - Filipinas - Queenierich Rehman - Polonia - Weronika Szmajdzińska - Portugal - Melanie Vicente - Puerto Rico - Janelee Chaparro - Sudáfrica - Remona Moodley - Sudán del Sur - Atong Demach - España - Aránzazu Estévez - Suecia - Sanna Jinnedal - Trinidad y Tobago - Atalía Samuel - Ucrania - Karina Zhyronkina - Vietnam - Vũ Thị Hoàng My |

## Talento
| Posiciones | Delegada |
| ---------- | --- |
| Ganadora   | China - Yu Wenxia |
| Top 5      | - Jamaica - Deanna Robins - Noruega - Karoline Olsen - Panamá - Maricely González - Filipinas - Queenierich Rehman |
| Top 16     | - Brasil - Mariana Notarangelo - Curazao - Stephanie Rose Chang - Dinamarca - Iris Thomsen - Islas Vírgenes de los Estados Unidos - Taiesa Lashley - Kazajistán - Evgeniya Klishina - Letonia - Anastasija Skibunova - Macao - Winnie Sin - Mongolia - Bayarmaa Huselbaatar - Paraguay - Fiorella Migliore - Sierra Leona - Vanessa Williams - San Cristóbal y Nieves - Markysa O'Loughlin |
| Top 25     | - Australia - Jessica Kahawaty - Bahamas - Daronique Young - Bermudas - Rochelle Minors - Estados Unidos - Claudine Book - Finlandia - Sabina Särkkä - Israel - Shani Hazan - Italia - Jessica Bellinghieri - República Checa - Linda Bartošová - República Dominicana - Sally Aponte Tejada                                                                                               |

### World Fashion Designer Dress
| Resultados Finales | Delegadas |
| ------------------ | --- |
| Top 10             | - Bahamas – Daronique Young - Barbados – Marielle Wilkie - Bolivia – Mariana García - Hungría – Tamara Cserháti - Perú – Giuliana Zevallos - Filipinas – Queenierich Rehman - Puerto Rico – Janelee Chaparro - España – Aránzazu Estévez - Suecia – Sanna Jinnedal - Ucrania – Karina Zhyronkina\| |

### Beauty With A Purpose
| Resultados Finales | Delegadas |
| ------------------ | --- |
| Ganadora           | - India – Vanya Mishra |
| 1.ª Finalista      | - Australia – Jessica Kahawaty |
| 2.ª Finalista      | - Estados Unidos – Claudine Book |
| 3.ª Finalista      | - Indonesia – Ines Putri Tjiptadi Chandra                                                                                                   |
| 4.ª Finalista      | - Kenia – Shamim Nabil |
| Top 10             | - Inglaterra – Charlotte Holmes - Guatemala – Monique Aparicio - Jamaica – Deanna Robins - México – Mariana Berumen - Gales – Sophie Moulds |

### Multimedia Award
| Resultados Finales | Delegadas                  |
| ------------------ | -------------------------- |
| Ganadora           | - India – Vanya Mishra     |
| 1.ª Finalista      | - México – Mariana Berumen |

## Delegadas
116 delegadas han sido escogidas o designadas para participar en el evento:
| País                                 | Delegada                             | Edad | Estatura | Residencia          |
| ------------------------------------ | ------------------------------------ | ---- | -------- | ------------------- |
| Albania                              | Floriana Garo                        | 23   | 1.80     | Tirana              |
| Alemania                             | Martina Ivezaj                       | 22   | 1.71     | Múnich              |
| Angola                               | Edmilza Nicósia Mota Dos Santos      | 20   | 1.72     | Malanje             |
| Argentina                            | Josefina José Herrero                | 17   | 1.78     | Mercedes            |
| Aruba                                | Lucianette Verhoeks Burgos           | 18   | 1.70     | Oranjestad          |
| Australia                            | Jessica Michelle Kahawaty            | 22   | 1.75     | Sídney              |
| Austria                              | Amina Dagi                           | 17   | 1.76     | Bregenz             |
| Bahamas                              | Daronique Rashan Chalandra Young     | 23   | 1.73     | Nasáu               |
| Barbados                             | Marielle Eoen Wilkie                 | 21   | 1.75     | Bridgetown          |
| Bielorrusia                          | Juliya Skalkovich                    | 20   | 1.70     | Brest               |
| Bélgica                              | Laura Beyne                          | 19   | 1.72     | Bruselas            |
| Bermudas                             | Rochelle Minors                      | 22   | 1.73     | Hamilton            |
| Bolivia                              | Mariana García Mariaca               | 23   | 1.73     | La Paz              |
| Bonaire                              | Ana Gisel Maciel                     | 19   | 1.69     | Kralendijk          |
| Bosnia y Herzegovina                 | Fikreta Husic                        | 17   | 1.75     | Brčko               |
| Botsuana                             | Tapiwa Anna-Marie Preston            | 23   | 1.75     | Gaborone            |
| Brasil                               | Mariana Notarângelo da Fonseca       | 22   | 1.76     | Río de Janeiro      |
| Bulgaria                             | Gabriela Valerieva Vasileva          | 20   | 1.80     | Byala Slatina       |
| Canadá                               | Tara Teng Kwan                       | 23   | 1.78     | Vancouver           |
| Chile                                | Camila Recabarren                    | 21   | 1.81     | Copiapó             |
| China                                | Yu Wenxia                            | 23   | 1.77     | Harbin              |
| Chipre                               | Georgia Georgiou                     | 21   | 1.74     | Limasol             |
| Colombia                             | Barbara Cristina Turbay Ridao        | 21   | 1.80     | Bogotá              |
| Costa de Marfil                      | Hadjau Hélène-Valérie Djouka         | 18   | 1.70     | Abiyán              |
| Costa Rica                           | Silvana Sánchez Jiménez              | 22   | 1.80     | Alajuela            |
| Corea del Sur                        | Sung Min-kim                         | 24   | 1.72     | Seúl                |
| República Checa                      | Linda Bartošová                      | 18   | 1.74     | Pardubice           |
| Croacia                              | Maja Nikolić                         | 21   | 1.75     | Zagreb              |
| Curazao                              | Stephanie Rose Chang                 | 20   | 1.70     | Willemstad          |
| Dinamarca                            | Iris Reuben Adler Thomsen            | 21   | 1.80     | Copenhague          |
| Escocia                              | Nicole Treacey                       | 23   | 1.74     | Glasgow             |
| El Salvador                          | María Luisa Vicuña Zamorano          | 18   | 1.76     | Sonsonate           |
| Ecuador                              | Cipriana Denisse Correia Macías      | 21   | 1.75     | Esmeraldas          |
| Eslovaquia                           | Kristína Krajčírová                  | 24   | 1.79     | Bratislava          |
| Eslovenia                            | Nives Orešnik                        | 20   | 1.75     | Maribor             |
| España                               | Aránzazu Estévez Godoy               | 23   | 1.80     | Las Palmas          |
| Estados Unidos                       | Claudine Book                        | 20   | 1.76     | Malibu              |
| Etiopía                              | Melkam Michael Endale                | 20   | 1.73     | Adís Abeba          |
| Filipinas                            | Queenierich Ajero Rehman             | 23   | 1.75     | Piñas               |
| Finlandia                            | Sabrina Kristiina Särkkä             | 23   | 1.78     | Helsinki            |
| Fiyi                                 | Koini Elesi Vakaloloma               | 24   | 1.75     | Lautoka             |
| Francia                              | Delphine Wespisser                   | 21   | 1.80     | Cayena              |
| Gabón                                | Marie-Noëlle Ada Meyo                | 21   | 1.75     | Ngounié             |
| Gales                                | Sophie Elizabeth Moulds              | 19   | 1.74     | Ferndale            |
| Georgia                              | Salome Khomeriki                     | 19   | 1.79     | Tiflis              |
| Gibraltar                            | Jessica Louise Baldachino            | 24   | 1.83     | Gibraltar           |
| Grecia                               | Maria Tsagkaraki                     | 23   | 1.76     | Heraclión           |
| Guadalupe                            | Brigitte Ramassamy Golabkan          | 19   | 1.70     | Le Moule            |
| Guam                                 | Jeneva Borja Bosko                   | 19   | 1.80     | Chalan Pago         |
| Guatemala                            | Monique Georgette Aparicio López     | 21   | 1.80     | Ciudad de Guatemala |
| Guinea Ecuatorial                    | Jennifer Riveiro Ilende              | 21   | 1.80     | Malabo              |
| Guyana                               | Arti Angela Cameron                  | 22   | 1.66     | Georgetown          |
| Honduras                             | Jennifer Giselle Valle Morel         | 17   | 1.77     | Tegucigalpa         |
| Hong Kong                            | Kelly Cheung Hei-Man                 | 21   | 1.70     | Hong Kong           |
| Hungría                              | Tamara Cserhati                      | 20   | 1.68     | Budapest            |
| Islandia                             | Iris Thelma Jónsdóttir               | 21   | 1.65     | Reikiavik           |
| India                                | Vanya Mishra                         | 19   | 1.73     | Jalandhar           |
| Indonesia                            | Ines Putri Tjiptadi Chandra          | 22   | 1.67     | Bali                |
| Inglaterra                           | Charlotte Louise Holmes              | 23   | 1.75     | Plymouth            |
| Irlanda                              | Rebecca Maguire                      | 20   | 1.72     | Dublín              |
| Irlanda del Norte                    | Tiffany Brien                        | 21   | 1.83     | Derry               |
| Islas Vírgenes de los Estados Unidos | Taiesa Annique Lashley               | 24   | 1.76     | Saint Thomas        |
| Italia                               | Jessica Bellinghierii                | 23   | 1.76     | Nápoles             |
| Israel                               | Shani Hazan                          | 19   | 1.82     | Kiryat Ata          |
| Jamaica                              | Deanna Robins                        | 21   | 1.77     | Kingston            |
| Japón                                | Nozomi Igarashi                      | 24   | 1.76     | Yamagata            |
| Kazajistán                           | Yevgeniya Klishina                   | 22   | 1.76     | Astana              |
| Kenia                                | Shamim Fauz Ali Nabil                | 20   | 1.74     | Nairobi             |
| Kirguistán                           | Diana Ovganova                       | 18   | 1.76     | Biskek              |
| Lesoto                               | Nomazondo Veronica Mphakisoane       | 24   | 1.79     | Maseru              |
| Letonia                              | Anastasija Skibunova                 | 23   | 1.79     | Jelgava             |
| Líbano                               | Sonia - Lynn Gabriel                 | 24   | 1.71     | Beirut              |
| Lituania                             | Rasa Vereniuté                       | 20   | 1.78     | Vilna               |
| Macao                                | Winnipeg Sin                         | 25   | 1.70     | Coloane             |
| Macedonia del Norte                  | Aneta Stojkoska                      | 20   | 1.80     | Gostivar            |
| Malasia                              | Yvonne Lee Wei Yuan                  | 23   | 1.70     | Kuala Lumpur        |
| Malta                                | Daniela Darmanin                     | 25   | 1.76     | La Valeta           |
| Malaui                               | Susan Sonia Mthega                   | 24   | 1.78     | Mzuzu               |
| Martinica                            | Andrea Gaelle Govindin               | 23   | 1.72     | Fort-de-France      |
| Mauricio                             | Shalini Devi Panchoo                 | 22   | 1.75     | St. Pierre          |
| México                               | Mariana Berumen Reynoso              | 20   | 1.78     | Guanajuato          |
| Moldavia                             | Ana Diaconu                          | 20   | 1.80     | Chisináu            |
| Mongolia                             | Bayarmaa Khuselbaatar                | 24   | 1.74     | Ulán Bator          |
| Montenegro                           | Nikolina Loncar                      | 20   | 1.75     | Podgorica           |
| Nepal                                | Shristi Shrestha                     | 23   | 1.76     | Chitwan             |
| Nicaragua                            | Lauren Gabrielle Lawson Guerrero     | 24   | 1.70     | Granada             |
| Nigeria                              | Damiete Charles-Granville            | 21   | 1.70     | Cross River         |
| Noruega                              | Karoline Olsen                       | 19   | 1.71     | Oslo                |
| Nueva Zelanda                        | Collette Kelly Lochore               | 18   | 1.81     | Auckland            |
| Países Bajos                         | Nathalie Marina Hendrika den Dekker  | 21   | 1.68     | Ámsterdam           |
| Panamá                               | Maricely Del Carmen González Pomares | 22   | 1.72     | Panamá              |
| Paraguay                             | Fiorella Migliore LLanes             | 23   | 1.72     | Asunción            |
| Perú                                 | Giuliana Zevallos                    | 23   | 1.80     | Lima                |
| Polonia                              | Weronika Szmajdzińska                | 18   | 1.74     | Sczsecin            |
| Portugal                             | Melanie Vicente                      | 21   | 1.70     | Lisboa              |
| Puerto Rico                          | Janelee Marcus Chaparro Colón        | 20   | 1.70     | Barceloneta         |
| República Dominicana                 | Sally Aponte Tejada                  | 21   | 1.73     | Hermanas Mirabal    |
| Rusia                                | Yelizaveta Igorievna Golovanova      | 18   | 1.78     | Smolensk            |
| Seychelles                           | Sherlyn Ferneau                      | 21   | 1.76     | Victoria            |
| Serbia                               | Bojana Lecic                         | 20   | 1.80     | Belgrado            |
| Singapur                             | Karisa Sukamto                       | 18   | 1.60     | Singapur            |
| Sierra Leona                         | Vanessa Ethleen Yvonne Williams      | 23   | 1.75     | Freetown            |
| Sri Lanka                            | Sumudu Prasadini Wijesinghe          | 22   | 1.75     | Kurunegala          |
| Sudáfrica                            | Remona Moodley                       | 23   | 1.70     | Ciudad del Cabo     |
| Sudán del Sur                        | Atong Ajak De Mach                   | 23   | 1.80     | Yuba                |
| Suecia                               | Sanna Jinnedal                       | 19   | 1.78     | Borås               |
| San Cristóbal y Nieves               | Markysa Krisan Javen O'Loughlin      | 20   | 1.73     | Basseterre          |
| Surinam                              | Stefanie Grace Gentle                | 22   | 1.70     | Nieuw Nickerie      |
| Tailandia                            | Vanessa Phuang Herrmann Muangkod     | 20   | 1.79     | Phuket              |
| Tanzania                             | Lisa Peter Jensen                    | 24   | 1.76     | Dar Es Salaam       |
| Trinidad y Tobago                    | Athaliah Tizrah Samuel               | 24   | 1.78     | Pt. España          |
| Turquía                              | Acalya Danoglu                       | 20   | 1.83     | Estambul            |
| Ucrania                              | Karina Zhyronkina                    | 21   | 1.72     | Járkov              |
| Uganda                               | Phiona Bizzu                         | 19   | 1.71     | Lira                |
| Uruguay                              | Valentina Henderson Aramburu         | 18   | 1.79     | Dolores             |
| Venezuela                            | Gabriella Ferrari Peirano            | 20   | 1.78     | Valencia            |
| Vietnam                              | Vũ Thị Hoàng My                      | 24   | 1.72     | Đồng Nai            |
| Zimbabue                             | Bongami Dhlakama                     | 23   | 1.76     | Bulawayo            |

## Sobre los países en Miss Mundo 2012

### Debuts
- Guinea Ecuatorial
- Gabón
- Sudán del Sur

### Regresos
- Última participación en 2004:
  -  Fiyi

- Última participación en 2008:
  -  Seychelles

- Última participación en 2010:
  -  Angola
  -  Etiopía
  -  Guyana
  -  Lesoto
  -  Macao
  -  Malaui
  -  San Cristóbal y Nieves
  -  Surinam

### Crossovers
Concursantes que compitieron con anterioridad en otros concursos de belleza:
Miss Universo
- 2010: : Giuliana Zevallos
- 2011: : Nikolina Lončar (Miss Simpatía)
- 2012: : Nathalie den Dekker
- 2012: : Laura Beyne
- 2012: : Elizaveta Golovanova (top 10)

Miss Internacional
- 2011: : Winnie Sin
- 2014: : Jessica Kahawaty (TBA)

Miss Tierra
- 2008: : Giuliana Zevallos
- 2010:  Sudán del Sur: Atong De Mach

Miss Supranacional
- 2010: : Nathalie den Dekker

Miss Grand Internacional
- 2013 : Janelee Chaparro (Ganadora)

Miss Tourism International
- 2010: : Nathalie den Dekker (Ganadora)
- 2010: : Maricely González (Top 20)

Miss Continente Americano
- 2010: : Giuliana Zevallos (Ganadora)

Reinado Internacional del Café
- 2010: : Mariana Notarangelo (Ganadora)
- 2012: : Gabriella Ferrari (2.ª Finalista)

Miss Global Beauty Queen
- 2011: : Mariana Notarangelo (Ganadora)

Miss Teen World
- 2010:  Grecia: 	Anastasia Sidiropoulou (Ganadora)

Miss Italia nel Mondo
- 2008:  Paraguay: 	Fiorella Migliore (Ganadora)

## Suplencias
- Rebecca Maguire (Irlanda) representará a su país luego que Marie Hughes, ganadora original, fuera destronada tras descubrirse que había mentido con su edad, ya que al momento de la coronación ella dijo tener 21 años. Tres días después se descubrió que su edad era de 26 años y fue destronada de su cargo por ser mayor a la edad requerida, ya que las reglas de Miss Mundo es que las concursantes deben tener entre 17 y 24 años al momento de concursar.
- Shalini Panchoo (Mauricio) representará a su país después de que la organización de Miss Mauricio decidiera que Ameeksha Dilchand no participará este año en Miss Mundo porque supera el límite de edad. Pero si anunció que Dilchand participara del Miss Universo 2012.
- Gabriela Vassileva (Bulgaria) será la representante de su país, luego de que el jurado del Miss Bulgaria 2012 le ha revocado la corona a Ina Mancheva, después de que se descubriera que hackers habrían manipulado la votación en línea de la audiencia.
- Sally Aponte (República Dominicana) ha sido escogida como la nueva Miss República Dominicana World 2012, debido a que Jenny Blanco fue destituida, ya que sobrepasa el límite de edad requerida para el certamen, sin embargo la directora del Miss Mundo, le solicitó ser coconductora de esta edición del certamen.[110]
- Remona Moodley (Sudáfrica) ella será la reemplazante de Melinda Bam, ya que la titular no puede participar del Miss Mundo 2012 por motivos personales.